# 山形大学工業短期大学部
山形大学工業短期大学部（やまがただいがくこうぎょうたんきだいがくぶ、英語: Technical College, Yamagata University）は、山形県米沢市城南94-3-16に本部を置いていた日本の国立大学である。1954年に設置され、1985年に廃止された。大学の略称は山大工短。

## 概要

### 大学全体
- 山形県米沢市に所在した日本の国立短期大学で、併設元は山形大学工学部。
- 1954年に2学科、入学総定員60名体制で開学。のちに順次学科増設が行われ最大5学科、入学総定員は200名体制にまで発展した。
- 1982年度の入学生を最後に[注釈 2]、1985年に短期大学としての使命を終える。

### 建学の精神（校訓・理念・学是）
- 山形大学を参照。

### 学風および特色
- 山形大学工業短期大学部は、勤労の傍らで学業に勤しむ学生の人のために夜間部が設けられていた[3]。

## 沿革
- 1954年
  - 4月1日 山形大学工業短期大学部が以下の学科体制にて開学する[4]。
    - 機械科第二部 入学定員30名
      - 繊維科第二部 入学定員30名

  - 5月1日 学生数[5]/定員
    - 機械科第二部 45[注釈 3]/30
    - 繊維科第二部 45[注釈 3]/30
- 1959年
  - 4月1日 学科の増設が行われる[6]。
    - 応用化学科第二部[7] 入学定員40名

  - 同 学科の入学定員を以下の通り変更する。
    - 機械科第二部 30[8]→40[6]
    - 線維科第二部 30[8]→40[6]

  - 5月1日 学生数[9]/定員
    - 機械科第二部 98[注釈 3]/100
    - 繊維科第二部 65[注釈 3]/100
    - 応用化学科第二部 30[注釈 3]/40
- 1961年
  - 5月1日 この年にはじめて女子学生の在学が確認される[注 2]。
- 1963年
  - 5月1日 当時、既存の学科全てにはじめて女子学生の在籍が確認された[11]。
    - 機械科 80[注釈 4]
    - 線維科 64[注釈 4]
    - 応用化学科 63[注 3]
- 1965年
  - 4月1日 学科の増設が行われる[12]。
    - 電気科第二部  入学定員40名

  - 5月1日 学生数[13]/定員
    - 電気科第二部 32[注釈 5]
- 1969年
  - 4月2日 専攻科の設置が認められる[14]。
    - 機械工学専攻 入学定員5名
    - 電気工学専攻 入学定員5名
    - 応用化学専攻 入学定員5名
    - 繊維工学専攻 入学定員5名
- 1970年
  - 4月1日 学科の増設が行われる[15]。
    - 情報工学科第二部 入学定員40名

  - 5月1日 学生数[16]/定員
    - 情報工学科第二部 23[注釈 3]
- 1971年
  - 5月1日 情報工学科第二部にはじめて女子学生の在籍が確認される[注 4]。
- 1975年
  - 4月1日 応用化学科を環境化学計測学科と改称[18]。
- 1978年
  - 4月1日 専攻科の応用化学専攻を環境化学計測学専攻に名称変更[19]。
- 1982年
  - 4月1日 この年度をもって学生募集を終了[注釈 2]。
  - 5月1日 学生数/定員
    - 機械工学科第二部 105[注釈 5]
    - 繊維工学科第二部 43[注 5]
    - 環境化学計測学科第二部 86[注 6]
    - 電気工学科第二部 118[注釈 5]
    - 情報工学科第二部 104[注 7]
- 1983年
  - 4月1日 専攻科のみ学生募集が行われる[注 8]。
  - 5月1日 学生数[22]/定員
    - 機械工学科第二部 73[注釈 5]
    - 繊維工学科第二部 31[注 9]
    - 環境化学計測学科第二部 55[注 10]
    - 電気工学科第二部 84[注釈 5]
    - 情報工学科第二部 72[注 11]
- 1984年
  - 4月1日 専攻科のみの学生募集を行う[注 12]
  - 5月1日 学生数[25]/定員
    - 機械工学科第二部 41[注釈 5]
    - 繊維工学科第二部 17[注 13]
    - 環境化学計測学科第二部 33[注 14]
    - 電気工学科第二部 41[注釈 4]
    - 情報工学科第二部 32[注 15]
- 1985年
  - 5月1日 学生数[26]/定員
    - 電気工学科第二部 2[注釈 3]
- 1985年
  - 9月30日 左記をもって正式に廃止[27]。

## 基礎データ

### 所在地
- 山形県米沢市城南4-3-16[注釈 1]

### 象徴
- 山形大学と同じ象徴を使用していた[28]。

## 教育および研究

### 組織

#### 学科[注 16]
- 機械工学科第二部
- 繊維工学科第二部
- 環境化学計測学科第二部
- 電気工学科第二部
- 情報工学科第二部

#### 専攻科[注 17]
- 機械工学専攻
- 電気工学専攻
- 環境化学計測学専攻
- 繊維工学専攻

#### 別科
- なし

#### 取得資格について
- 中学校教諭二種免許状（技術）が情報工学科を除く全学科にて設置されていた。情報工学科には数学が設置されていた[28]。

### 研究
- 『基礎電気回路論』[33]

## 大学関係者と組織

### 大学関係者一覧
歴代学長
- 篠崎平馬
- 細谷恒夫
- 廣根徳太郎

## 施設

### キャンパス
- 工学部と共同使用されていた。

## 対外関係

### 系列校
- 山形大学

## 卒業後の進路について

### 編入学・進学実績
- 山形大学工学部への編入学制度があった[28]。